# Dudinské travertíny
Dudinské travertíny jsou přírodní památka v katastrálním území města Dudince v okrese Krupina v Banskobystrickém kraji na Slovensku. Území bylo vyhlášeno v roce 1694 a jeho rozloha je 1,33 hektaru. Předmětem ochrany je šest nejvýznamnějších prameništních sedimentů v oblasti Starého kúpaliska Dudince. Hornina vznikla usazováním minerálů teplé sirovodíkové kyselky.